# ماهية اعتبارية
الماهية الاعتبارية هي الماهية التي لا وجود لها إلا في عقل المعتبر ما دام معتبرا، وهي ما به يجاب عن السؤال: بما هو، كما أن الكمية: ما به، يجاب عن السؤال بكم.